# Björn Ferry
Pour les articles homonymes, voir Ferry.
Björn Ferry, né le 1er août 1978 à Stensele, est un biathlète suédois actif de 2001 à 2014. Il est champion olympique de la poursuite en 2010.

## Carrière
Björn Ferry prend part à ses premières épreuves internationales dans la Coupe du monde en fin d'année 2001, se classant onzième déjà à Pokljuka pour sa troisième course. Il prend part aux Jeux olympiques d'hiver de 2002 à Salt Lake City (États-Unis), où il se classe 17e du sprint, 24e de la poursuite, 38e de l'individuel et 14e du relais. Pour entamer la saison 2003-2004, il se retrouve sur son premier podium en Coupe du monde avec une troisième place au relais de Kontiolahti. Lors de l'hiver suivant, il fait son entrée dans le top dix en épreuves individuelles et atteint même le podium à Cesana San Sicario avec la deuxième place du sprint. Il est gagnant aussi en relais à Oberhof.
Il participe aux Jeux olympiques d'hiver de 2006 à Turin (Italie), où il se classe notamment treizième du sprint et quatrième du relais. Aux Championnats du monde 2007, il remporte son premier titre majeur, sur le relais mixte, en compagnie de Helena Ekholm, Anna Olofsson-Zidek et Carl-Johan Bergman et se classe notamment quatrième du sprint. Avec deux nouveaux podiums individuels au cours de la saison, il prend place dans le top dix du classement général final de la Coupe du monde pour la première fois (septième). En 2007-2008, il fait encore mieux avec une sixième place au classement général, supportée par une victoire en poursuite à Antholz. En 2009, il gagne à nouveau cette même épreuve.
À l'été 2009, il chute dans une compétition en roller-ski et se brise la clavicule, retardant son retour au début de la saison 2009-2010. Aux Jeux olympiques d'hiver de 2010 à Vancouver, il devient champion olympique de poursuite, en devançant l'Autrichien Christoph Sumann et le Français Vincent Jay, cinquante ans après le dernier titre d'un Suédois (Klas Lestander). En clôture de l'hiver, il prend la médaille de bronze du championnat du monde de relais mixte à Khanty-Mansiïsk.
La saison 2010-2011 est la première où Ferry remporte deux épreuves individuelles en Coupe du monde, le sprint de Pokljuka et la poursuite de Ruhpolding en battant notamment Martin Fourcade dans le final. Aux Championnats du monde 2012, il remporte la médaille d'argent de la mass start derrière Martin Fourcade et devant son compatriote Fredrik Lindström.
Il retrouve le podium juste après les Jeux olympiques de Sotchi 2014, y montant à six reprises sur les huit dernières courses de la saison, dont deux victoires à Pokljuka avant d'obtenir ses deux derniers podiums à Oslo, où il fait ses adieux à la compétition.
Bien après la fin de sa carrière, il complète son palmarès en récupérant deux médailles de bronze en relais à la suite de la disqualification tardive des Russes à cause du dopage d'Ustyugov sur des épreuves que les Suédois avaient terminées initialement au pied du podium : la première aux Jeux olympiques de 2010, la seconde aux championnats du monde de 2011.

## Vie en dehors du biathlon
Il devient commentateur à la télévision et avec sa femme Heidi Andersson, combattante de bras de fer, il est engagé dans un mode de vie qui inclut des voyages en train à la place de l'avion dans le cadre du débat du réchauffement climatique.

## Palmarès

### Jeux olympiques d'hiver
| Épreuve / Édition                   | Individuel | Sprint | Poursuite                      | Départ groupé                    | Relais                              | Relais mixte                     |
| Jeux olympiques 2002 Salt Lake City | 38e        | 17e    | 24e                            | Épreuve inexistante à cette date | 14e                                 | Épreuve inexistante à cette date |
| Jeux olympiques 2006 Turin          | 28e        | 13e    | 25e                            | 18e                              | 4e                                  | Épreuve inexistante à cette date |
| Jeux olympiques 2010 Vancouver      | 41e        | 8e     | Médaille d'or, Jeux olympiques | 11e                              | Médaille de bronze, Jeux olympiques | Épreuve inexistante à cette date |
| Jeux olympiques 2014 Sotchi         | 12e        | 25e    | 30e                            | 12e                              | 9e                                  | —                                |

Légende :
- : première place, médaille d'or
- : troisième place, médaille de bronze
- — : Non disputée par Ferry
- : pas d'épreuve au programme

### Championnats du monde
| Mondiaux \ Épreuve                | Individuel                   | Sprint                       | Poursuite                    | Départ en masse              | Relais                       | Relais mixte                     |
| 2003 Khanty-Mansiïsk              | 32e                          | 43e                          | 36e                          | —                            | 7e                           | Épreuve inexistante à cette date |
| 2004 Oberhof                      | 31e                          | DNF                          | —                            | —                            | 6e                           | Épreuve inexistante à cette date |
| 2005 Hochfilzen / Khanty-Mansiïsk | 52e                          | 17e                          | 16e                          | 18e                          | 7e                           | 13e                              |
| 2007 Anthloz-Anterselva           | 14e                          | 4e                           | 22e                          | 15e                          | 7e                           | Médaille d'or, monde             |
| 2008 Östersund                    | 27e                          | 15e                          | 18e                          | 9e                           | 6e                           | 4e                               |
| 2009 Pyeongchang                  | —                            | 40e                          | 31e                          | —                            | 9e                           | —                                |
| 2010 Khanty-Mansiïsk              | Jeux olympiques de Vancouver | Jeux olympiques de Vancouver | Jeux olympiques de Vancouver | Jeux olympiques de Vancouver | Jeux olympiques de Vancouver | Médaille de bronze, monde        |
| 2011 Khanty-Mansiïsk              | 5e                           | 23e                          | 10e                          | 26e                          | Médaille de bronze, monde    | 4e                               |
| 2012 Ruhpolding                   | 48e                          | 7e                           | 11e                          | Médaille d'argent, monde     | 16e                          | 4e                               |
| 2013 Nové Město na Moravě         | 5e                           | 12e                          | 9e                           | 8e                           | 10e                          | 13e                              |

Légende :

 : première place, médaille d'or

 : deuxième place, médaille d'argent

 : troisième place, médaille de bronze

— : n'a pas participé à cette épreuve

DNF : abandon
 : épreuve inexistante à cette date

### Coupe du monde
- Meilleur classement général : 6e en 2008.
- 36 podiums :
  - 22 podiums individuels : 7 victoires, 10 deuxièmes places et 5 troisièmes places.
  - 12 podiums en relais : 1 victoire, 4 deuxièmes places et 7 troisièmes places.
  - 2 podiums en relais mixte : 1 victoire et 1 troisième place.

#### Classements en Coupe du monde
| Saison    | Classement général final | Individuel | Sprint | Poursuite | Mass start |
| 2001-2002 | 36e                      | 33e        | 38e    | 43e       | 27e        |
| 2002-2003 | 56e                      | 50e        | 42e    | nc        |            |
| 2003-2004 | 45e                      | 30e        | 37e    | 45e       |            |
| 2004-2005 | 21e                      | 18e        | 20e    | 25e       | 34e        |
| 2005-2006 | 25e                      | 16e        | 35e    | 15e       | 24e        |
| 2006-2007 | 7e                       | 20e        | 5e     | 8e        | 12e        |
| 2007-2008 | 6e                       | 55e        | 5e     | 3e        | 7e         |
| 2008-2009 | 9e                       | 14e        | 11e    | 5e        | 16e        |
| 2009-2010 | 15e                      | 18e        | 20e    | 9e        | 26e        |
| 2010-2011 | 7e                       | 13e        | 13e    | 7e        | 9e         |
| 2011-2012 | 14e                      | 21e        | 15e    | 14e       | 12e        |
| 2012-2013 | 18e                      | 6e         | 30e    | 19e       | 10e        |
| 2013-2014 | 8e                       | 28e        | 14e    | 2e        | 12e        |

#### Détail des victoires
| Saison / Épreuve | Sprint   | Poursuite       | Individuel | Mass start | Total |
| 2007-2008        |          | Antholz         |            |            | 1     |
| 2008-2009        |          | Antholz         |            |            | 1     |
| 2009-2010        |          | Vancouver (J.O) |            |            | 1     |
| 2010-2011        | Pokljuka | Ruhpolding      |            |            | 2     |
| 2013-2014        | Pokljuka |                 |            | Pokljuka   | 2     |
| Total            | 2        | 4               | 0          | 1          | 7     |